# HD 52092
HD 52092，又名CD-33 3389，SAO 197427、HR 2619，是一颗恒星，视星等为5.06，位于銀經244.61，銀緯-13.49，其B1900.0坐标为赤經6h 54m 45.4s，赤緯-33° -13.49′ 33″。